# Teucholabis (Teucholabis) neoleridensis
Teucholabis (Teucholabis) neoleridensis is een tweevleugelige uit de familie steltmuggen (Limoniidae). De soort komt voor in het Neotropisch gebied.